# Ochrophlebia cafra
Ochrophlebia cafra is een rechtvleugelig insect uit de familie Pyrgomorphidae. De wetenschappelijke naam werd gepubliceerd in 1764 door Carl Linnaeus.